# Moravanský
Moravanský (německy Sehndorf) je malá vesnice, část obce Moravany v okrese Pardubice. Nachází se asi 2,5 km na severozápad od Moravan. V roce 2009 zde bylo evidováno 44 adres. V roce 2001 zde trvale žilo 101 obyvatel.
Moravanský je také název katastrálního území o rozloze 1,61 km2.

## Další fotografie

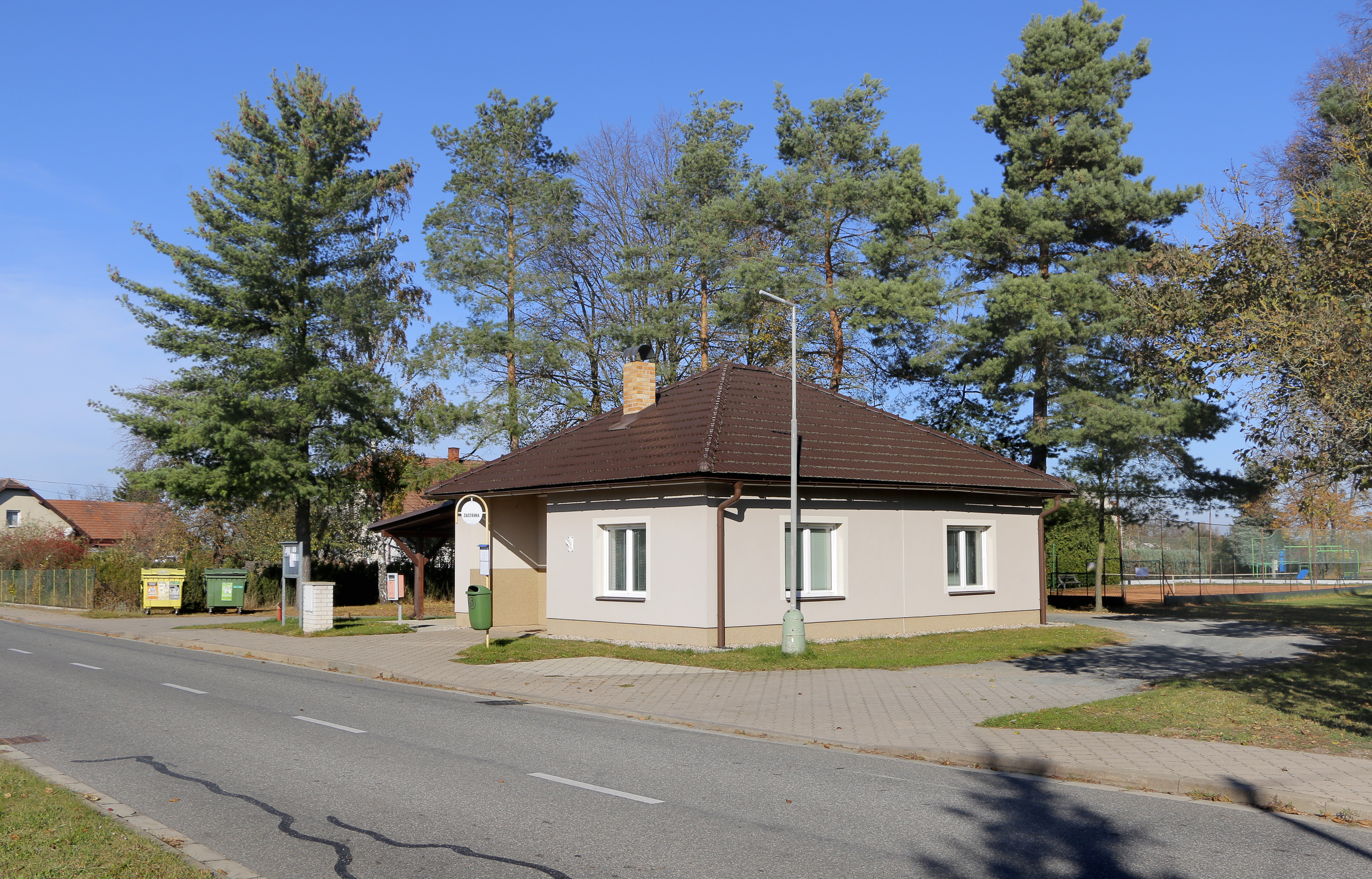
Autobusová zastávka
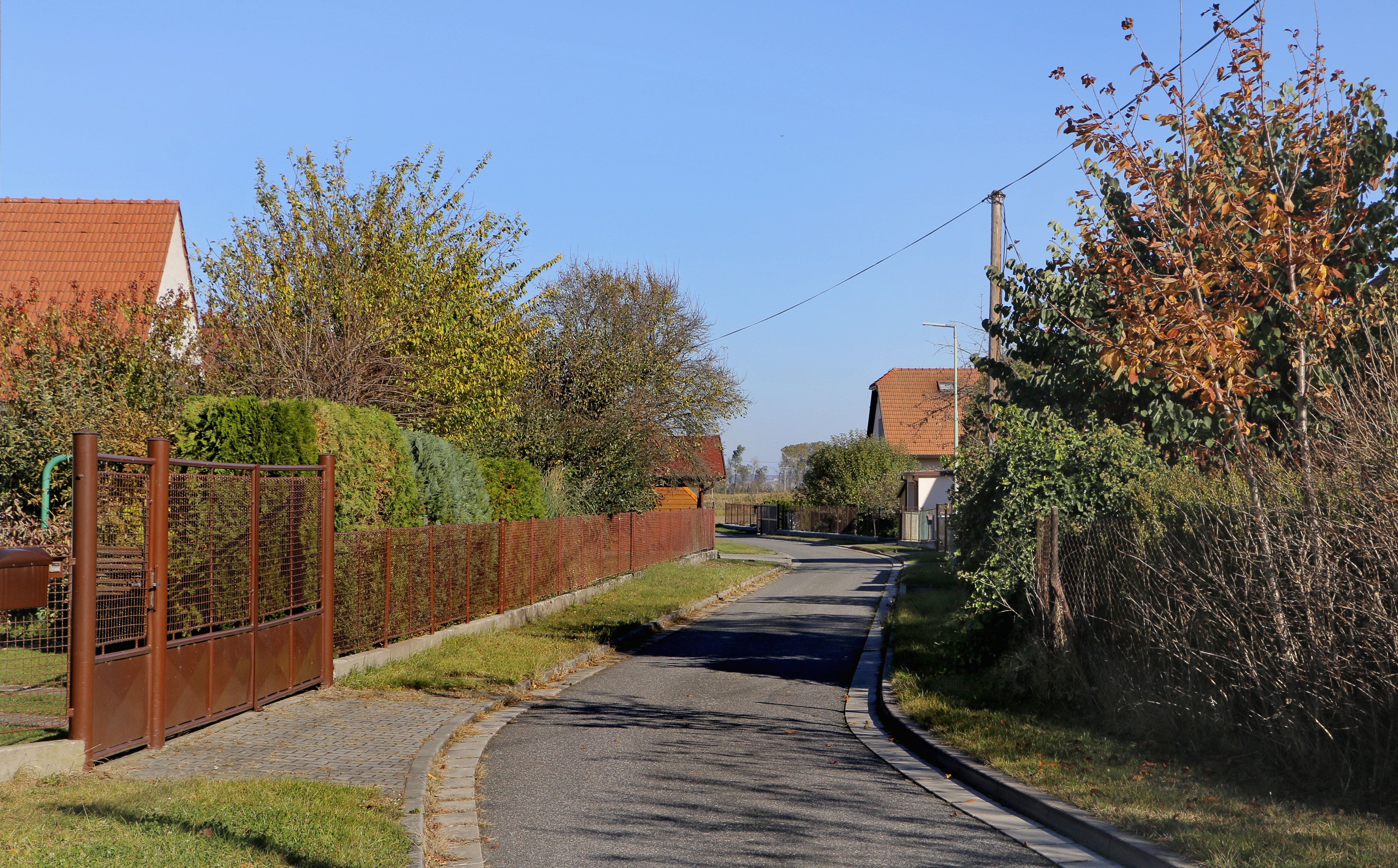
Postranní ulice
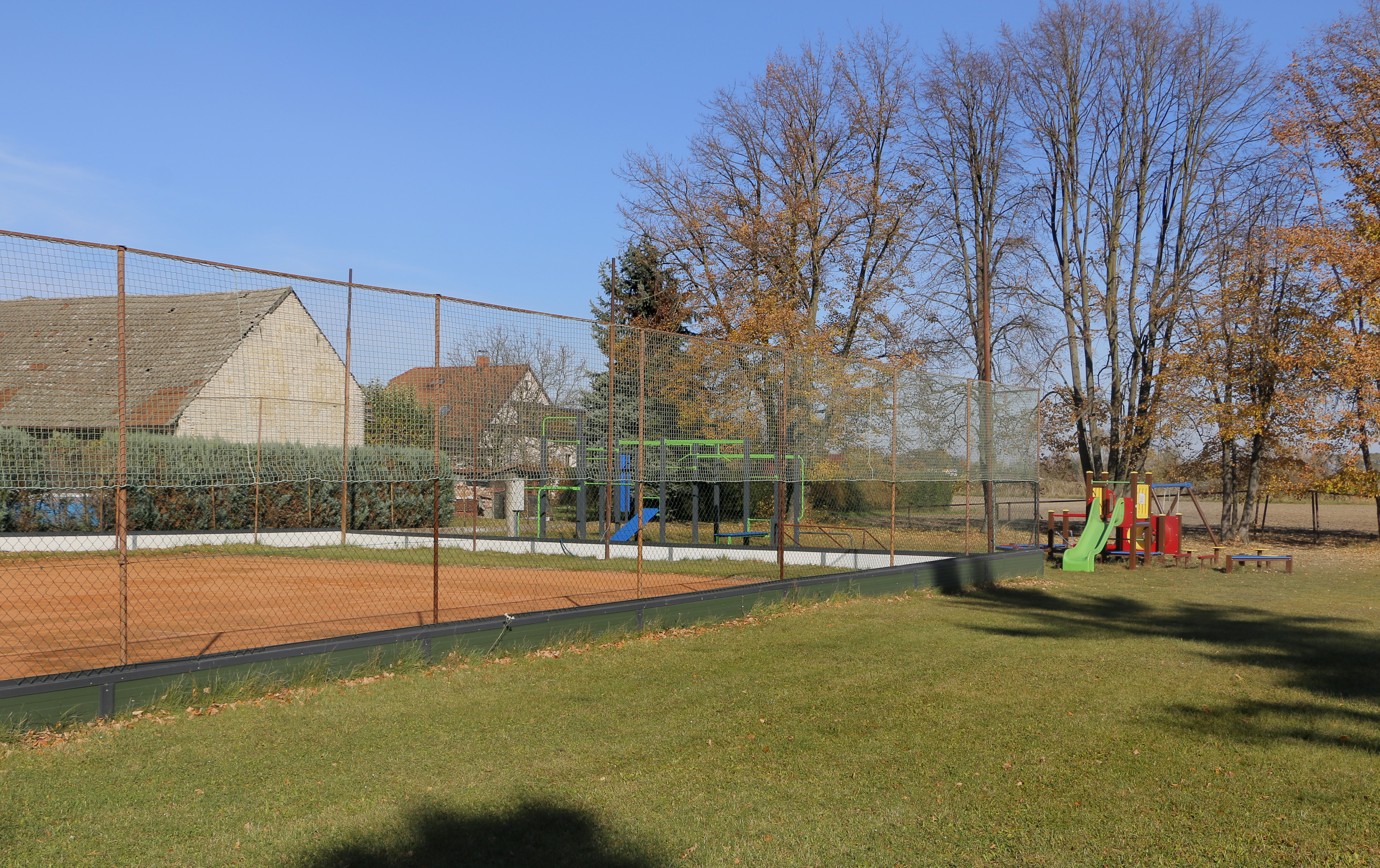
Sportovní a dětské hřiště
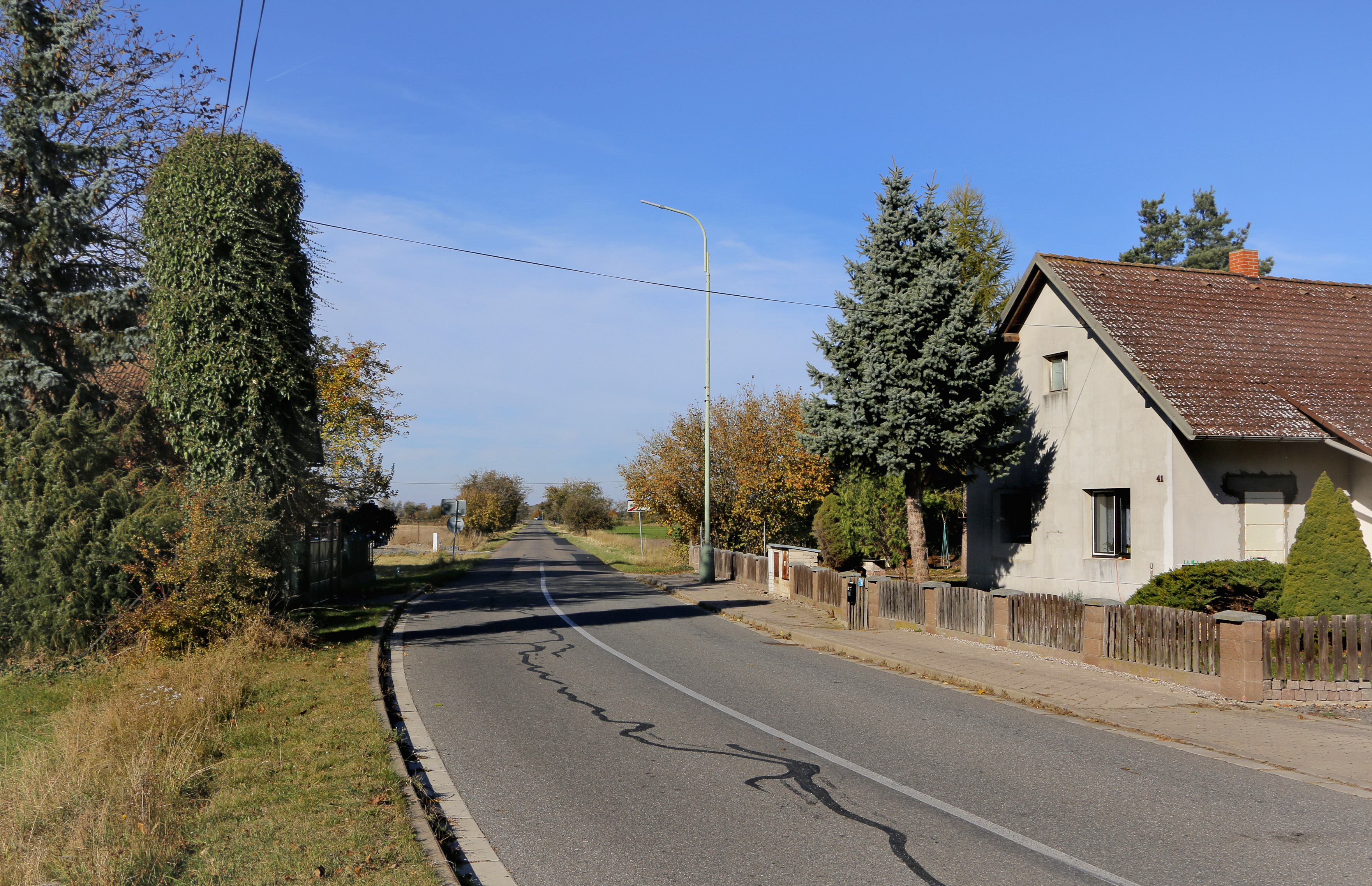
Silnice k Dašicím